# Brasiliens Davis Cup-lag
Brasiliens Davis Cup-lag styrs av Brasiliens tennisförbund och representerar Brasilien i tennisturneringen Davis Cup, tidigare International Lawn Tennis Challenge. Brasilien debuterade i sammanhanget 1932. Laget spelade semifinal 1992 och år 2000.